# الاحتجاجات الأردنية 2011–2012
الاحتجاجات الأردنية 2011–2012 هي موجة من المظاهرات والمسيرات الاحتجاجية التي انطلقت في مختلف أنحاء الأردن مطلع عام 2011 مُتأثرة بموجة الاحتجاجات العربية العارمة التي اندلعت في الوطن العربي مطلع عام 2011 وبخاصة الثورة التونسية الشعبية التي أطاحت بالرئيس التونسي زين العابدين بن علي. كان من الأسباب الرئيسة لهذه الاحتجاجات تردي الأحوال الاقتصادية وغلاء الأسعار وانتشار البطالة. وقد بدأت هذه المَسيرات يوم 14 يناير/كانون الثاني 2011 بعد صلاة الجُمعة واستمرت في الأسابيع التالية.

## خلفية الأحداث

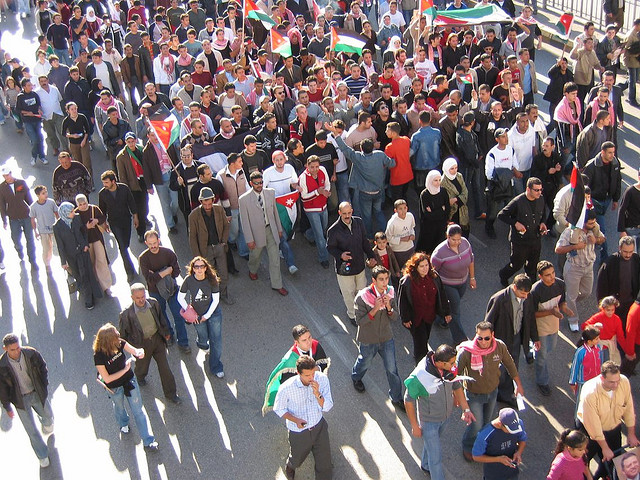
المتظاهرون أمام المسجد الحسيني، وسط البلد.

ظلت تعاني المملكة الأردنية الهاشمية من المشاكل الاقتصادية وسوء الأحوال المعيشية لعدة سنوات قبل تفجر الاحتجاجات. ففي عام 2007 مثلاً استمرت المُظاهرات والمَسيرات الاحتجاجية لمدة أربعة أيام من 5 إلى 9 فبراير بسبب غلاء الأسعار، ولحقها في اليوم الرابع خفض لأسعار الأعلاف في البلاد. وفي أواخر 2009 ظهرت عدة مشاكل أمنية على التوالي بعد قتل الشرطة وقوات الجيش لعدة مواطنين في حوادث متتالية دون اقتراف ذنب واضح، لحقتها عدة مظاهرات احتجاجاً على العنف المفرط لقوات الأمن. وقد ارتفع العجز في الأسواق الأردنية تباعاً بحلول أواسط 2010، ففي شهر يوليو 2010 وصل العجز في الأسواق المالية إلى رقمه الأعلى في تاريخ البلاد كله، وقررت السلطات اقتراض أكثر من 700 مليون دولار من الأسواق العالمية لتغطية هذا العجز، مما رفع ديونها إلى أكثر من 14.5 مليار $، وبذلك فقد كانت الأحوال الاقتصادية والمعيشية في البلاد آخذة بالانحدار بسرعة. أما في مطلع 2011 عندما بدأت الثورات بالاندلاع في تونس ومصر خشيت السلطات الأردنية من امتداد الثورة إلى بلادها بسبب ارتفاع الأسعار، فاتخذت إجراءات سريعة في تاريخ 12 يناير كلفتها 225 مليون دولار أمريكي لخفض أسعار الوقود بنسبة 5% وأسعار السكر والأرز بنسبة 10%، كما قامت السلطات بتخفيض الضرائب ووضعت حداً أقصى لارتفاع أسعار الأغذية المسموح به. ومع هذا فإن هذه الإجراءات لم تستطع كبح الاحتجاجات الشعبية العارمة التي بدأت بعد ذلك بيومين.
ويبلغ الحد الأدنى للأجور في الأردن 150 دينارا أو ما يعادل مائتي دولار فيما يبلغ متوسط دخل الفرد السنوي 2700 دولار. ويبلغ معدل البطالة 14% وفق تقارير رسمية، و25% وفق تقديرات لهيئات اقتصادية مستقلة، فيما يعيش نحو 15% من السكان تحت خط الفقر. كما طالب المتظاهرون بإصلاح النظام وتحقيق إصلاحات سياسية عاجلة وإسقاط الفساد وإسقاط اتفاقية السلام الأردنية الإسرائيلية المعروفة باتفاقية وادي عربة.

## الاحتجاجات عام 2011

### الجمعة 14 يناير
منذ يوم 14 يناير (كانون الثاني) 2011 بدأت المُظاهرات والمَسيرات الاحتجاجية بالانطلاق بعد صلاة الجُمعة في عدة مُدن رئيسية ضمَّت بالمُجمل ما يَزيد عن 3,000 مُتظاهر، بما في ذلك العاصمة عمّان التي كانت أضخم مسيراتها أمام المسجد الحسيني في وسط المدينة واستمرت حتى رأس العين، بالإضافة إلى مدن إربد والكرك والسلط وذيبان ومخيم البقعة، فيما أطلق عليه اسم «يوم الغضب الأردني». واستمرت المُظاهرات خلال الأيام التالية.

### الأحد 17 يناير
انطلقت مَسيرات احتجاجية أخرى مساءَ يوم الأحد 17 يَناير أمام مبنى مجلس النواب الأردني وأخرى بالآلاف أمام مبنى البرلمان طالبت بتنحية وحلّ حكومة الرفاعي وتعيين «حكومة إنقاذ وطنيّ تقودها شخصية قريبة من الشعب»، وأظهرت هتافات ومُطالبات المُتظاهرين أثناء الاحتجاجات تأييدهم للثورة التونسية وتأثرهم بها. كما اتهم المُحتجون والنقابات المهنية والأحزاب المعارضة المختلفة حكومة البلاد بالفساد والاستبداد بالسلطة واعترضوا على غلاء الأسعار وسوء الأحوال المعيشية.

### يوما الجمعة 21 يناير و 28 يناير
استمرت المظاهرات خلال الأسبوعين اللاحقين على التوالي في يومي 21 و28 يناير، واستمرت المُظاهرات بالخروج من أمام المسجد الحسيني، حيث خرج 10,000 متظاهر يوم 28 يناير في مسيرات احتجاجاية طالبت بإسقاط كلا حكومة الرفاعي الأردنية والرئيس المصري حسني مبارك، فضلاً عن مطالبتهم بإلغاء اتفاقية السلام الأردنية الإسرائيلية وبإقفال السفارة الإسرائيلية في العاصمة الأردنية عمان. وشملت مسيرات الجمعة 28 يناير عدة مدن رئيسية مثل عمان وإربد والكرك وعجلون ومعان. لكن قوات الأمن لم تتعرض للمُتظاهرين، بل اكتفت بإغلاق الطرق المؤدية إلى مواقع التظاهر والاحتجاجات.
وفي خطوة غير مسبوقة للاحتجاجات الأردنية الأخيرة، وجهت الحملة الأردنية للتغيير «جايين» الدعوة إلى المواطنين للمشاركة في الاعتصام الرمزي الذي سيتم تنفيذه أمام قصر رغدان الأربعاء الموافق 16 فبراير 2011، تحت عنوان وحيد هو «دستور 1952» وإلغاء كافة التعديلات غير الدستورية التي أضعفت الدستور وجعلت المملكة الدستورية مملكة مطلقة والذي يتناقض مع روح الديمقراطية.

### الجمعة 18 فبراير
شهد الجامع الحسيني في وسط عمان انطلاق مسيرة بعد صلاة الجمعة دعت إليها قوى قومية ويسارية معارضة وواجهها ما يزيد على 100 من المعتدين الذين يحملون العصي والقضبان الحديدية والهري وصفهم المعارضون بأنهم «بلطجية». وحاول منظمو المسيرة والمشاركون فيها عبثا ثني المهاجمين عن الاعتداء عليهم من خلال هتافهم «سلمية سلمية» و«بالروح بالدم نفديك يا أردن» ومطالبتهم رجال الأمن بحمايتهم، إلا أن من وصفوا بـ«البلطجية» واصلوا ملاحقة المشاركين، لينتهي المشهد بـ 8 إصابات كان أبرزها كسر يد الكاتب السياسي موفق محادين ونجله.
وكان المشهد لافتا بين «المسيرتين»، ففي حين كان المعارضون يهتفون «تسقط تسقط وادي عربة»، كانت «المسيرة» الأخرى تهتف «تنجح تنجح وادي عربة»، وهو ما اعتبره سياسيون حضروا المسيرة أول هتاف في تاريخ الأردن لصالح معاهدة السلام بين الأردن وإسرائيل الموقعة عام 1994.
هذا وقد عاشت العاصمة الأردنية عمان اليوم على وقع أحداث وتصريحات صاخبة وصفت بأنها كسرت كل المحرمات وربما تؤسس لمرحلة جديدة في علاقة النظام السياسي بعدد من أطياف المعارضة.
- فقد قال المعارض الأردني والعضو السابق في مجلس النواب ليث شبيلات إنه لا إصلاح في الأردن من دون «إصلاح مؤسسة العرش». وأضاف أن الأردن ينزف بسبب الديوان الملكي، ودعا إلى إصلاحات تحقق قيام ملكية دستورية عبر تقليص سلطات وصلاحيات الملك. وبحسب شبيلات فإنه «حتى نتجنب حربا أهلية وحتى نحافظ على العرش هناك مواصفات لصاحب العرش، وكما قلت العرش ممنوع أن يهتز لا من شبيلات ولا من الحاشية ولا من صاحب العرش». واعتبر أن أكثر ما يهز مؤسسة العرش خلال السنوات العشر الأخيرة هو صاحب العرش نفسه، على حد قوله. ودعا «لأن يعلن الملك أنه يقبل بالدستورية الملكية وحينئذ أنا أتشرف أن أقول أهلا وسهلا بأبو حسين (الملك عبد الله الثاني) وسيد».[18]
- مشهد آخر كان حلقة ثانية في يوم عمان الصاخب، حيث عقد مؤتمر صحفي في حزب الوحدة الشعبية، أعلن فيه نائب الأمين العام للحزب عصام الخواجا أن الرد على ما جرى سيكون بمسيرات حاشدة في عمان وكل المدن الجمعة المقبلة.[16]

### الأحد 20 فبراير
أفتت لجنة علماء الشريعة في حزب جبهة العمل الإسلامي -الذراع السياسية لجماعة الإخوان المسلمين الأردنية- بأن التظاهر ضد الظلم «واجب شرعا».
وقالت اللجنة في فتوى أصدرتها اليوم الأحد، أن «المظاهرات تعبير عن إنكار المنكر باللسان، وهذا أمر مشروع بل واجب».

### الإثنين 21 فبراير
نظمت رابطة الكتاب الأردنيين اليوم بمقرها اعتصاماً للاحتجاج على اعتداء مجموعة ممن وصفوا بالبلطجية مسلحين بالهراوات والأدوات الحادة على مسيرة احتجاجية انطلقت من المسجد الحسيني وسط عمّان بعد صلاة الجمعة الماضية. وقد وقف أكثر من 120 مثقفا وكاتبا وناشطا سياسيا دقيقة صمت على أرواح شهداء التغيير خاصة التونسي محمد البوعزيزي والمصري خالد سعيد الذين ألهما الشباب العربي للمطالبة بالعدالة والديمقراطية ومحاربة الفساد. وطالب المثقفون بالتغيير السياسي في بلادهم ومحاكمة «البلطجية» الذي اعتدوا على المظاهرة الأسبوع الماضي.

### الأربعاء 23 فبراير
دعا رئيس المكتب السياسي وعضو المكتب التنفيذي لجماعة الإخوان المسلمين في الأردن إرحيل غرايبة الملك الأردني الملك عبد الله الثاني إلى إجراء إصلاحات دستورية حقيقية، باعتبارها «مخرجا جيدا للملك» في ظل الثورات الشعبية التي انطلقت شرارتها من تونس وانتقلت إلى مصر وليبيا، ودول عربية أخرى أصبحت على قائمة الانتظار. وجدد القيادي الإسلامي ضرورة الأخذ بمبادرة «الملكية الدستورية» التي أطلقها في يناير/كانون الثاني باعتبارها «مخرجا جيدا للملك»، محذرا من أن تجاهلها سيجعل شأن الملك شأن الرئيس التونسي المخلوع زين العابدين بن علي والرئيس المصري المخلوع حسني مبارك. وقال أن الإصلاحات يجب أن تشمل الجوانب الدستورية والتشريعية «لنصل إلى مجلس نواب يتم من خلاله تشكيل حكومة حقيقية». وعن اقتناعه بمدى استجابة الملك لمطالب الإصلاح، حذر غرايبة من أنه إذا «إذا لم يتنازل طوعا، فسيتنازل كرها».

### الخميس 24 فبراير
- الحكومات السابقة عطلت الإصلاح السياسي: قال وزير الدولة لشؤون الإعلام الناطق باسم الحكومة أن الحكومات الأردنية عطلت الإصلاح السياسي في البلاد، وأن كافة كتب التكليف الملكية للحكومات كانت تركز على أولوية الإصلاح السياسي، لكن «الحكومات لم تتقدم للإصلاح». وأضاف أن «الأردن يشهد مناخا من الحريات، وهناك اعتصامات ومسيرات وإضرابات يومية، ولا يوجد معتقلون سياسيون أو أناس يموتون في السجون».[22]
- الحوار: وتحدث الوزير عن تشكيل الحكومة لجنة للحوار الوطني الشامل برئاسة رئيس الوزراء معروف البخيت. وقال أن الحوار سيتشكل من ممثلين عن الأحزاب والنقابات ورجال الأعمال وممثلين عن المعلمين والحركات الشعبية. وأوضح أن الحوار الوطني يحتاج ما بين ثلاثة أشهر إلى تسعة لإنجاز مهمته، وأن القوانين التي ستنتج عن الحوار ستعرض على مجلس النواب. غير أن الأمين العام لحزب جبهة العمل الإسلامي حمزة منصور انتقد المدة الحكومية، واعتبرها «طويلة وغايتها شراء الوقت». وأن الحوار لا يحتاج إلى أكثر من شهرين لكون القضايا التي سيتناولها «أشبعت بحثا في لجان الأجندة الوطنية والأردن أولا، ولدى الأحزاب والنقابات برامج مكتوبة ومعلنة». وانتقد نية الحكومة عرض القوانين على مجلس النواب، مشيرا إلى مطالبات شعبية بحله، وأكد أن الحزب سيحدد موقفه من الحوار على ضوء ما ستعلنه الحكومة.[22]

### الجمعة 25 فبراير (جمعة الغضب)
خرج عشرات الآلاف اليوم في مسيرات في مختلف مدن الأردن وشملت عمّان والكرك ومعان وإربد تطالب بالإصلاح وتطبيق الملكية الدستورية.
- عمّان: خرج عشرات الآلاف إلى وسط العاصمة الأردنية عمّان في مسيرة وصفت بأنها الكبرى منذ انطلاق المسيرات المنادية بالإصلاح. وشارك في مسيرة عمان القوى الإسلامية واليسارية والقومية وحركة جايين التي تطالب بالعودة إلى دستور 1952 م، وقامت قوات أمنية كبرى بمراقبة المسيرة وحمايتها بعد اعتداء من وصفوا «بالبلطجية» عليها الجمعة الماضية. وكانت أبرز الهتافات التي رددها المتظاهرون «الشعب يريد إصلاح النظام»، و«الشعب يريد إسقاط الفساد»، و«الشعب يريد حل البرلمان»، كما هتفوا لسقوط معاهدة السلام مع إسرائيل «تسقط وادي عربة تسقط». كما حمل متظاهرون لافتة كتب عليها «أحمد الدقامسة رمز الثورة الأردنية»، في إشارة إلى الجندي الذي قتل سبع إسرائيليات عام 1997 م وحكمت عليه السلطات بالسجن المؤبد، وتلقى المطالبة بالإفراج عنه صدى واسعا في الأردن. كما رفعت لافتات تدعو للعودة إلى دستور 1952 م وتطبيق الملكية الدستورية بالأردن، وأن تكون الحكومات منتخبة، وحل البرلمان وإصدار قانون انتخاب ديمقراطي. كما شارك ممثلون عن عشائر في المسيرة لأول مرة، واعتبر مشاركون فيها أن العدد الأكبر الذي شهدته ودعوتها «لإصلاح النظام» بأنه ارتفاع في المطالب الشعبية.
- باقي المدن: كما هتفت المسيرات في مدن الكرك ومعان جنوب الأردن وإربد في الشمال للإصلاح السياسي وتطبيق الملكية الدستورية، في حين طالب متظاهرون في مسيرة معان بالإفراج عمن وصفوهم بالمعتقلين السياسيين، في إشارة إلى المعتقلين على خلفية أحداث معان عام 2002 م، أو من عرفوا «بمجموعة أبو سياف» المحكومين بالسجن المؤبد. وهيمنت المظاهرات في ليبيا واليمن والعراق على أجواء المسيرة، حيث رفعت لافتات تترحم على شهداء الثورة الليبية، كما رددت هتافات للأقصى والقدس وغزة والمقاومة الفلسطينية.[23]

### الأحد 27 فبراير
المعارضة بالأردن ترفع سقف مطالبها: رفعت المعارضة الأردنية من سقف مطالبها من خلال سعيها إلى إحياء مبادرة «الملكية الدستورية» التي تنادي بتقليص صلاحيات الملك وتحويله من رئيس للسلطات إلى رئيس للدولة يضمن التوازن بين السلطات. ويتزامن ذلك مع الضغط الذي تمارسه قوى الشارع لـ«إصلاح النظام». وأصدرت لجنة مكونة من 24 شخصية بيانا اليوم تضمن رؤية هؤلاء للإصلاحات المطلوبة في الأردن. وأنشأت هذه المبادرة صفحة لها على موقع فيسبوك وقع عليها المئات من الأردنيين. ووقع على البيان قيادات بارزة في الحركة الإسلامية ولا سيما المراقب العام السابق لجماعة الإخوان المسلمين سالم الفلاحات، ورئيس الدائرة السياسية في الجماعة رحيل غرايبة. كما ضمت اللجنة اللواء المتقاعد موسى الحديد وشخصيات عشائرية أردنية ووطنية من أصول فلسطينية. ونقل موقع البوصلة الإخباري عن الدكتور رحيل غرايبة قوله إن اللجنة ستشرع في تنفيذ حراك شعبي يطالب بتنفيذ الملكية الدستورية فورا. وتزامن صدور بيان الملكية الدستورية مع ارتفاع سقف مطالب قوى الشارع من الضغط لإحداث إصلاحات سياسية إلى الدعوة لـ «إصلاح النظام» كما جاء في هتافات مسيرات الجمعة الماضية. وتلتقي المبادرة مع مبادرة «حركة جايين» التي تضم قوى شعبية تطالب بالعودة لدستور 1952 م وإلغاء التعديلات التي أجريت عليه، ودعوة الحركة الإسلامية لتفعيل المادة الدستورية «نظام الحكم نيابي ملكي» وتقديم النيابي على الملكي.

### الثلاثاء 1 مارس - آذار
دخل المشهد الأردني مرحلة جديدة مع اتساع رقعة الاعتصامات والمسيرات التي ارتفع سقفها على وقع الثورات العربية في تونس ومصر وليبيا. ورغم إجماع هذه التحركات الشعبية على المطالبة بالتغيير، فإن دوافعها تنوعت بين السياسي إلى الاقتصادي وصولا إلى المطلبي، وحتى الطريف أحيانا.
- التيار السلفي الجهادي: قام المنتمون للتيار السلفي الجهادي اليوم بأول تحرك احتجاجي في المملكة، وتظاهر المئات من أعضاء التيار وعائلات معتقليهم في السجون الأردنية والعربية، ونظموا مسيرة انطلقت من المسجد الحسيني وسط عمان، وهتفوا للإفراج عن معتقلي التيار وللمطالبة بتطبيق الشريعة. ورفع المشاركون في المسيرة لافتات تطالب بالإفراج عن منظر التيار السلفي الجهادي أبو محمد المقدسي، والقيادي البارز في التيار عن مدينة معان محمد الشلبي «أبو سياف». كما رفعوا لافتات تطالب بوقف التعذيب في السجون، و«وقف المداهمات الليلية»، وفتح «صفحة جديدة عبر الإفراج عن المعتقلين»، وسمع من هتافاتهم «الشعب يريد تحكيم القرآن»، و«خيبر خيبر يا يهود جيش محمد سوف يعود»، و«أبشر يا أسير.. أبشر بالتغيير». واعتبر مراقبون أن المسيرة تشكل أول ولادة معلنة للتيار السلفي الجهادي المتهم من قبل الأجهزة الرسمية بـ«الإرهاب» وبأنه يتبنى منهجا تكفيريا. ولم ينف القيادي في التيار الدكتور سعد الحنيطي أن ما ساعدهم على التحرك هو أجواء الثورات التي يشهدها العالم العربي. وقال «لا شك أن الأجواء تساعد الإنسان على أن يتحدث بحرية، لأن قبضة الأنظمة الظالمة كانت قوية قبل ذلك، ولم يكن بمقدورنا أن نتحدث بصراحة لولا هذه الأجواء، هذه الأنظمة كانت قابضة على حريات الناس وعلى أنفاسهم». وقال «نحن ظلمنا في ظل هذا النظام، ونريد أن نعبر عن الظلم الذي وقع علينا بكل صراحة، ولو كان النظام يحسب حسابات عقلانية وراجحة لما تعرض الشباب المعتقلون للظلم إرضاءً للأميركان ولليهود». وتحدث الحنيطي عن تعرض العديد من المشاركين «للتهديد» من قبل ضباط كبار في دائرة المخابرات الأردنية لثنيهم عن المشاركة في المسيرة.
- التيار السلفي التقليدي (العلمي): وصفت قيادات في التيار السلفي التقليدي (العلمي) بالأردن ما تشهده دول عربية من ثورات على الأنظمة بأنه «فتنة»، وهاجمت فتاوى أيدت هذه الثورات، واصفة بعضها بأنها «خروج» على طاعة ولي الأمر. ونشر موقع «كل السلفيين» تسجيلات ونصوص محاضرات لكل من الشيخ مشهور حسن (المعروف بكونه أهم مرجعية لدى «السلفية العلمية» في الأردن) والشيخ علي الحلبي، حذرا فيها من «الفتن» التي تجلبها هذه الثورات. وقال الشيخ حسن «من يبارك عملا تسيل فيه دماء فسيأتي يوم القيامة والدماء في صحيفته، فينبغي للإنسان أن يجبن عن موضوع الدماء»، وحذر من يتحدث بكلمة أو يخطب خطبة بأنه سيجد في صحيفته يوم القيامة «ألوفا مؤلفة قد قتلهم، دماؤهم في صحيفته». ويرى الباحث في شؤون الجماعات الإسلامية حسن أبو هنية أن موقف «السلفية العلمية» يتوافق مع مواقف أنظمة وأجهزة أمن اعتمدت على هذا التيار ومنحته فضائيات ووسائل إعلام للتركيز على طاعة ولي الأمر والتحذير من «فتنة الخروج عليه».[26]
- أحمد الدقامسة: وفي مشهد آخر اعتصم العشرات من النشطاء أمام مبنى رئاسة الوزراء للمطالبة بالإفراج عن الجندي أحمد الدقامسة الذي قتل سبع إسرائيليات عام 1997 م وحكم عليه بالسجن المؤبد. ورفع المعتصمون لافتة تستنكر الإفراج عن متهم بالفساد والسماح له بالعلاج خارج البلاد، بينما يمنع الدقامسة من العلاج داخل الأردن. وقال مقرر لجنة الحريات في النقابات المهنية الأردنية ميسرة ملص أنه لا إصلاح في الأردن قبل الإفراج عن «الجندي البطل أحمد الدقامسة». وكشف ملص عن أن الملك عبدالله الثاني بن الحسين أبلغ رؤساء نقابات مهنية التقوه مؤخرا أن ما فعله الدقامسة يخالف الشرف العسكري، محيلا أمر المطالبة بالإفراج عنه إلى الحكومة، وأن الملك قال إنه مستعد للعناية بعائلته فقط.
- إضراب المعتقلين في معان عن الطعام: أعلن 27 من معتقلي التيار من مدينة معان (250 كم جنوب عمان) بدء إضراب عن الطعام اليوم حتى الإفراج عنهم.
- صحيفة الرأي: مشهد الاعتصامات في الأردن انتقل إلى صحيفة الرأي التي تعتبر الأكبر في المملكة، وتمتلك الحكومة غالبية أسهمها عن طريق مؤسسة الضمان الاجتماعي. وعلى مدى أربعة أيام من الاعتصام المستمر للمئات من صحفيي الرأي، قدم المعتصمون لائحة مطالب تجمع بين تحسين ظروفهم المعيشية ورفع سقف الحرية الصحفية، والسماح لكافة الاتجاهات بالتعبير عن رأيها في الصحيفة التي قالوا إنها ملك للشعب الأردني.
- اعتصام العمال والموظفين: انتقل المئات من العمال اليوم لتنفيذ اعتصام أمام مجلس النواب للمطالبة بوقف «الفساد» في النقابات العمالية، فيما شهدت الأيام الماضية تنفيذ موظفين في أمانة عمان الكبرى ومتقاعدين مدنيين اعتصامات تنادي بتحسين ظروفهم المعيشية وزيادة رواتبهم.
- طلاب المدارس يريدون إسقاط المدير: في مشهد لا يخلو من الطرافة، نفذ طلبة عدد من المدارس الحكومية في شمال ووسط المملكة اعتصامات طالبت بإقالة مديري مدارسهم، ونجح طلاب مدرسة بإربد (81 كم شمال عمان) في إبعاد مدير مدرستهم، بعد أن هتفوا على مدى يومين «الشعب يريد إسقاط المدير».[25]

### الخميس 3 مارس - آذار
- الإخوان المسلمون في الأردن: اعتبر مجلس علماء الإخوان المسلمين بالأردن التظاهرات والاعتصامات والإضرابات التي شهدتها العديد من الدول العربية مؤخرا مشروعة، واستنكر المجلس من يحرم من العلماء مثل هذه الاحتجاجات لما في ذلك من إعانة للظالمين. ورأت الفتوى أن الراجح في رأي جمهور العلماء مشروعية الاحتجاجات، وأن القول الرافض لها «تجاهل للنصوص الصحيحة، وفهم لبعضها بطريقة خاطئة، وتكريس للظلم، وإعانة للظالمين على المظلومين، وإساءة للإسلام، وتكريس للقول إن الدين أفيون الشعوب وإنه نصير الدكتاتورية ويتجاهل حقوق الإنسان وحريته في التعبير». وجاءت الفتوى إثر الجدل الذي أثارته فتاوى عدد من مشايخ السلفية التقليدية «العلمية» التي هاجمت الثورات العربية وعدتها فتنة على الأمة، ومن أصحاب هذا الرأي علي الحلبي ومشهور حسن.[27]

### الجمعة 4 مارس - آذار
شارك آلاف الأردنيين (3 - 5 آلاف) في مسيرة حاشدة بعد صلاة الجمعة خرجت من المسجد الحسيني وسط عمّان وانتهت أمام أمانة العاصمة. وطالب المتظاهرون في المسيرة التي دعا إليها حزبا جبهة العمل الإسلامي والوحدة الشعبية والنقابات المهنية، بإجراء إصلاحيات سياسية في البلاد أهمها إقامة نظام ملكي دستوري وتعديل قانون الانتخاب ومكافحة الفساد. في حين طالبت بعض القوى السياسية بالعودة إلى دستور عام 1952 م. وأبدى المتظاهرون غضبهم من تصريحات نواب تهجموا على مسيراتهم ولا سيما تصريحات النائب محمد الكوز الذي قال أمام البرلمان الخميس أن من يشارك بالمسيرات «فاسد وحاقد ونذل وحقير». وقد اعتبر بعض المراقبين أن عدد المتظاهرين مخيباً لآمال الحركة الإسلامية ومؤشراً على تراجع تأثيرها حيث لم يتجاوز عدد المشاركين 3-5 آلاف، بالمقارنة مع ما يزيد على 15 ألفاً في مسيرة الجمعة الماضية.
-دستور 1952 م: حملت المسيرة العديد من المضامين أبرزها الرد على تصريح رئيس الوزراء الجديد معروف البخيت الذي قال فيه أن المطالبة بنظام ملكي دستوري تتناقض مع دستور 1952 م الذي قضى بأن يكون النظام ملكيا نيابيا. (علماً أن المطالبة بالعودة إلى دستور 1952 سببها أن هذا الدستور ضم في مواده كل ما يؤكد على أن الشعب هو مصدر السلطات لكن التعديلات التي طرأت عليه خلال العقود الخمسة الأخيرة التي بلغت تسعة وعشرين تعديلا ساهمت في تركيز الصلاحيات والسلطات في يد الملك وقلصت من صلاحيات البرلمان).
-تعديل قانون الانتخاب: كما طالب المتظاهرون بأن يتم تعديل قانون الانتخاب لوضع أسس جديدة تتيح للشعب انتخاب حكومته مع التأكيد على ضرورة الفصل بين السلطات ومنح هذه السلطات الصلاحيات التي تمكنها من أداء دورها السياسي في البلاد.
-حل البرلمان: وتجاوز الأردنيون في مسيرتهم دعوات الإصلاح السياسية إلى المطالبة بالتغيير مؤكدين مواصلة الاحتجاجات في الشارع حتى يحصلوا على جدول زمني للتغيير لا يتجاوز ثلاثة أشهر. وجاء حل البرلمان المطلب الأبرز.
-الهتافات: رفع المتظاهرون لافتة كبيرة كتب عليها «الشعب يريد إصلاح النظام»، كما هتفوا «الشعب يريد حل البرلمان» و«الشعب يريد حكومة منتخبة»، و«تسقط وادي عربة»، و«يا بخيت اسمع اسمع شعب الأردن ما راح يركع», كما نالت بعض الهتافات من رئيس السلطة الفلسطينية محمود عباس والزعيم الليبي معمر القذافي حيث ردد المشاركون هتافات مؤيدة للثوار الليبيين. وقامت قوات الأمن بحماية المتظاهرين دون أن تتدخل.
-مظاهرة مؤيدة: بالمقابل تظاهر العشرات في مسيرة مستقلة رفعت صور الملك عبدالله الثاني بن الحسين وهتفت بحياته مرددة شعارات عديدة منها «الشعب يريد إسقاط الأحزاب».

### الأحد 6 مارس - آذار
- عمّان: اعتصم أهالي معتقلين من السلفيين الجهاديين ينتمون لمدينة معان صباحا أمام مقر الديوان الملكي للمطالبة بالإفراج عن معتقليهم في السجون، ثم التحقوا باعتصام نفذه المئات من أنصار وعائلات معتقلي السلفية الجهادية أمام مقر الحكومة للمطالبة بالإفراج عن معتقليهم في السجون وبتطبيق الشريعة الإسلامية. ورفع شبان ملتحون علم تنظيم القاعدة على بعد أمتار من مقر الحكومة الأردنية، كما رفعت لافتات تحمل أسماء معتقلين من معان والسلط، وحملت أمهات وزوجات وأطفال المعتقلين صورا لهم.[31] وهذا هو التحرك الثاني لأنصار التيار السلفي الجهادي بعد المسيرة التي نفذوها الثلاثاء الماضي وسط العاصمة عمّان، للمطالبة بالإفراج عن نحو 300 معتقل في السجون الرسمية وسجن المخابرات لمعتقلين تعود فترة اعتقال بعضهم للعام 1999 م.
- إسقاط مدراء المدارس: تمكن طلاب بمدارس أردنية على مدار أسبوع من «إسقاط» ثلاثة مدراء مدارس في عمّان وإربد وإحدى مناطق الأغوار. فيما شهدت نحو 10 مدارس في مناطق متفرقة هتافات «الشعب يريد إسقاط المدير». وبينما بدأت كل الاعتصامات وانتهت سلميا، اضطرت الشرطة النسائية الأردنية للتدخل لفض اعتصام بين طالبات مدرسة ثانوية انقسمن بين من تريد إسقاط المديرة وأخرى ات رفضن هذا الطلب.

وبدا الطلاب موحدين في هتافاتهم التي استلهموها من شعارات الثورة المصرية، فهتفوا «الشعب يريد إسقاط المدير» و«مش هنمشي هو يمشي» بالإشارة للمدير، غير أن الصورة لم تكن موحدة في كل الاعتصامات:
1. فطلاب إحدى المدارس في صويلح غرب العاصمة عمّان طالبوا بـ«إسقاط» مديرهم بعد أن اعتدى على أحد معلميهم.
2. بينما اتهم طلاب في مدرسة وسط العاصمة المدير بأنه يغلظ العقوبات ضدهم.
3. فيما ذهب طلبة في إربد للاعتصام على مدى أيام احتجاجا على ما عدوه استمرار المدير بإهانتهم وإهانة معلميهم الذين انضموا لإضرابهم.[32]

### الإثنين 7 مارس - آذار
نفذ المئات من الصحفيين الأردنيين ظهر الاثنين اعتصاما في شارع الصحافة للمطالبة بوقف التدخلات الأمنية والحكومية في الإعلام، وتضامنا مع صحفيي جريدة الرأي شبه الرسمية الذين ينفذون اعتصاما منذ 12 يوما. وقد بدأ اعتصام صحفيي الرأي بالمطالبة برفع سقف الحرية في الصحيفة وتحسين ظروف العاملين فيها، وانتهى بالمطالبة بإقالة إدارة ورئيس تحرير الصحيفة عبد الوهاب زغيلات الذي يشغل منصب نقيب الصحفيين. وشارك في الاعتصام وزير الدولة الأردنية لشؤون الإعلام طاهر العدوان ورؤساء تحرير صحف وكتاب صحفيون ونواب في البرلمان وقيادات حزبية ونقابية وسياسية وجمع من الفنانين الأردنيين الذين ساندوا مطالب الصحفيين.

### الثلاثاء 8 مارس - آذار
وجه اللواء المتقاعد الباشا سلمان المعايطة نداء للجمهور الأردني عبر الفيس بوك، يطالبه بحل مجلس النواب الأردني بالقوة من خلال اقتحام المجلس، وقال إن المجلس تحول إلى الشتم والبلطجة وقطع الطرق.

### الأحد 13 مارس - آذار
- التيار السلفي الجهادي: تصاعد حضور التيار السلفي الجهادي في الساحة الأردنية، حيث نفذ خامس ظهور علني له اليوم أمام مبنى رئاسة الحكومة في مسيرات واعتصامات تطالب بالإفراج عن معتقليهم في السجون الأردنية والعربية وتحكيم القرآن. وفيما يتحدث قادة التيار عن «تهديدات» وصلتهم من جهاز المخابرات الأردني لوقف تحركاتهم التي يشارك فيها المئات، يرى مراقبون أن التيار التقط موجة الثورات العربية بذكاء للإعلان عن نفسه في الشارع ضد «الظلم» الذي يقول قادة التيار إنهم تعرضوا له من النظام الأردني، كما جاء على لسان سعد الحنيطي الذي يعد أحد رموز التيار. وتناول الاعتصام قضايا سياسية داخلية وخارجية تتعلق بالموقف من النظام، والتهديد برفع سقف المطالب، وصولا إلى الهجوم على السلفية التقليدية وتأييدها للأنظمة الحاكمة.[35]

### الثلاثاء 15 مارس - آذار
قررت الحركة الإسلامية وشخصيات معارضة الانسحاب من حوار وطني شكلت الحكومة الأردنية لجنته مساء الاثنين. وقال الأمين العام لجبهة العمل الإسلامي –الذراع السياسي للإخوان المسلمين- حمزة منصور إن المكتبين التنفيذيين للجماعة والحزب اجتمعا ظهر اليوم وقررا عدم المشاركة في اللجنة وسحب ثلاثة قياديين إسلاميين انتدبوا لعضويتها. وجاء القرار سويعات بعد دعوة الحكومة 52 شخصية للانخراط في لجنة للحوار برئاسة طاهر المصري رئيس مجلس الأعيان، دعاها الملك عبد الله الثاني لإنجاز قانونيْ الانتخاب والأحزاب خلال ثلاثة أشهر.

### الجمعة 18 مارس - آذار
خرج الآلاف من الأردنيين بعد صلاة الجمعة اليوم في مسيرات واعتصامات في عمان ومدن مختلفة طالبت بإصلاحات دستورية وسياسية عاجلة. وبينما اختلفت عناوين التحركات السلمية بالعاصمة ومدن إربد والكرك ومعان فإنها تميزت بارتفاع سقف مطالبها وإرسال رسائل مباشرة الملك عبدالله الثاني بن الحسين.
- عمّان: هتف الآلاف في مسيرة لأحزاب المعارضة خرجت من المسجد الحسيني وسط عمّان مطالبين بإصلاحات دستورية وحل البرلمان، كما رُفِعت يافطات تعزي في مصور قناة الجزيرة الشهيد علي حسن الجابر الذي اغتيل في ليبيا، وتعزي شهداء الشعب الليبي. وهاجمت لجنة الحوار الوطني التي ستبدأ أعمالها غدا لوضع قانوني انتخابات وأحزاب جديدين. وتبدأ اللجنة اجتماعاتها غدا بغياب الحركة الإسلامية التي أعلنت مقاطعة اللجنة كون برنامجها لم يتضمن إصلاحات دستورية، وأن مرجعيتها هي الحكومة وليس الملك.[37]
- معان: شهدت مدينة معان مسيرة حاشدة شارك فيها عدد من وجهاء المدينة والمئات من أبنائها طالبت الملك بإصدار عفو عام يشمل كافة المعتقلين من أبناء المدينة.[37]

### الأحد 20 مارس - آذار
- المعلمون يبدؤون إضرابا لتشكيل نقابة: دخل آلاف المعلمين في محافظات الأردن اليوم في إضراب مفتوح عن العمل احتجاجا على ما وصفوه بمماطلة الحكومة في الاستجابة لمطالبهم بإنشاء نقابة للمعلمين. وأكد رئيس اللجنة الوطنية لإحياء نقابة المعلمين مصطفى الرواشدة أن الإضراب بدأ في معظم مناطق المملكة. وقال الناطق باسم اللجنة في محافظة الكرك معاذ البطوش أن المعلمين قاموا بعد الطابور الصباحي للطلاب ورفع العلم الأردني وأداء السلام الملكي بإبلاغ الطلاب بأنهم سيبدؤون إضرابا مفتوحا عن العمل من أجل تحقيق مطالبهم التي قال إنها سترفع من مستوى العمل التربوي في المملكة.وتحدث عن انضمام طلاب وأولياء أمور إلى الاعتصام، بعد أن كانت اللجنة قد وجهت قبل يومين نداء لأولياء أمور الطلبة ناشدتهم فيه تفهم مطالبها بإنشاء نقابة للمعلمين.
وكان مجلس النواب قد أحال الأسبوع الماضي طلبا موقعا من نواب للمجلس العالي لتفسير الدستور لبيان مدى دستورية إنشاء نقابة للمعلمين. وكان المجلس قد أصدر قرارا عام 1994 يفيد بعدم دستورية إنشاء نقابة للمعلمين بحجة أن منتسبيها هم موظفون عموميون.
ويبلغ عدد المعلمين في الأردن أكثر من 100 ألف معلم يعمل 85% منهم في القطاع العام، في حين تعمل البقية في قطاعات التعليم التابعة لوكالة الغوث الدولية (الأونروا) والقطاع الخاص. ويتوفر معلمو الأونروا البالغ عددهم نحو خمسة آلاف معلم في الأردن على نقابة تمثلهم أمام الوكالة الدولية، كما يزيد معدل رواتبهم عن المعلمين في القطاع العام بنسبة تزيد عن 100%. ولا يتجاوز راتب المعلم في القطاع العام عند تعيينه 350 دولارا ولا يتمتع المعلمون بامتيازات وعلاوات مشابهة لأصحاب المهن الأخرى في القطاعين العام والخاص.[38]
- إهانة الوزير: وكان المعلمون قد بدؤوا في مارس/آذار من العام الماضي (2010 م) إضرابات واعتصامات واحتجاجات مختلفة للمطالبة بنقابة تمثلهم، وهي الاحتجاجات التي فجرتها تصريحات لوزير التربية والتعليم الأسبق إبراهيم بدران اعتبرها المعلمون إهانة لهم. وكان بدران قد قال تعليقا على مطالب المعلمين بنقابة تمثلهم إن عليهم حلق ذقونهم والاعتناء بهندامهم قبل المطالبة بنقابة تمثلهم.
وقال ممثلون للمعلمين أن ثلاث حكومات تعاقبت تم تعيين ثلاثة وزراء فيها للتربية والتعليم، وتم الاجتماع بهم عشرات المرات دون أن يتحقق أي من مطالبهم على أرض الواقع، وذلك على الرغم من إعلان الحكومة الحالية حقهم في تشكيل نقابة.[38]

### الثلاثاء 22 مارس - آذار
- إسرائيل تخشى سقوط النظام في الأردن: دفع المصير المبهم لمستقبل نظام ملك الأردن الملك عبدالله الثاني بن الحسين رئيس الحكومة الإسرائيلية بنيامين نتنياهو لتكليف طواقم أمنية وعسكرية التخطيط لبناء جدار على طول الحدود مع الأردن، أسوة بالجدار الفولاذي الذي يبنى على الحدود مع مصر. وتترقب إسرائيل تواصل الاحتجاجات الشعبية بالأردن، خصوصا في ظل الفتور في العلاقات ما بين عمان وتل أبيب. وسيساهم الجدار وفق نظرية نتنياهو في الدفاع عن أمن إسرائيل، خصوصا في ظل الزلازل السياسية التي تعصف بالمنطقة والتي ما زالت نتائجها وتداعياتها مبهمة.[39]
- سلاح الفيسبوك: حدد الشبان يومي الـ24 من الشهر الجاري والـ15 من الشهر المقبل موعدا لبدء اعتصامات ولتحرك شعبي للتغيير الجذري بالمملكة، وذلك عبر صفحتين على موقع التواصل الاجتماعي فيسبوك.
وأنشأ الصفحتين وغيرهما شبان من تيارات عدة ومستقلون حولوها إلى حركات افتراضية انتقلت لتظهر في الشارع، وتتفق على الدعوة للتغير من داخل النظام الملكي، حيث لم يسجل حتى الآن ولادة أي حركة تدعو لتغيير أو إسقاط النظام كما جرى في دول عربية أخرى.
وتدعو صفحة على فيسبوك أقامها ناشطون فيما بات يعرف بـ«الحراك الشبابي» لاعتصام مفتوح في ميدان جمال عبد الناصر (دوار الداخلية) وسط العاصمة عمان اعتبارا من ظهر الخميس المقبل. وبالتوازي تنشط على الفيسبوك حركة أخرى تحمل اسم «15 (أبريل) نيسان.. يوم الغضب الأردني» أطلقها شبان أردنيون تدعو لإحياء ذكرى هبة أبريل/نيسان 1989 التي انتهت بعودة الحياة البرلمانية للبلاد.
وتنشط عبر فيسبوك دعوات أخرى يشارك فيها آلاف الأردنيين من بينها الهيئة الوطنية لمتابعة الملكية الدستورية، التي جمعت أكثر من 1300 توقيع خلال الأيام الماضية، وصفحة تطالب بالإفراج عن الجندي أحمد الدقامسة المحكوم بالسجن المؤبد بعد أن قتل سبع إسرائيليات عام 1997 بعد أن استهزأن منه أثناء أدائه الصلاة.[40]

### الأربعاء 23 مارس - آذار
- المعلمون يواصلون إضرابهم: واصل المعلمون إضرابهم عن العمل لليوم الثالث على التوالي وسط معلومات عن اجتماع للمجلس العالي لتفسير الدستور اليوم للإقرار بدستورية إنشاء نقابة للمعلمين وهو ما سيوقف الإضراب الذي شل القطاع التربوي في المملكة. وهتف المئات من المعلمين أمام مقر البرلمان في العاصمة عمان مطالبين بإحياء نقابتهم، ووجهوا انتقادات لاذعة لمجلس النواب ووصفوا أعضاءه بأنهم «نائمون». وتميز اليومان الثاني والثالث من الاعتصام المفتوح الذي دعت إليه اللجنة الوطنية لإحياء نقابة المعلمين بانضمام مناطق جديدة للإضراب خاصة في العاصمة ومحافظة الزرقاء. كما شهد الإضراب للمرة الأولى انضمام معلمين من مدارس خاصة وهو ما اعتبره مراقبون تحولا جديدا يؤشر إلى توحد المعلمين خلف المطالبة بنقابة لهم.[41]
وينتظر أن يجتمع اليوم المجلس العالي لتفسير الدستور للنظر في طلب تقدم به أعضاء في مجلس النواب بشأن دستورية إنشاء نقابة للمعلمين خلافا لفتوى سابقة أصدرها المجلس عام 1994 وقضى فيها بعدم دستورية النقابة.[41]

### الخميس 24 مارس - آذار(بدء الاعتصام المفتوح)

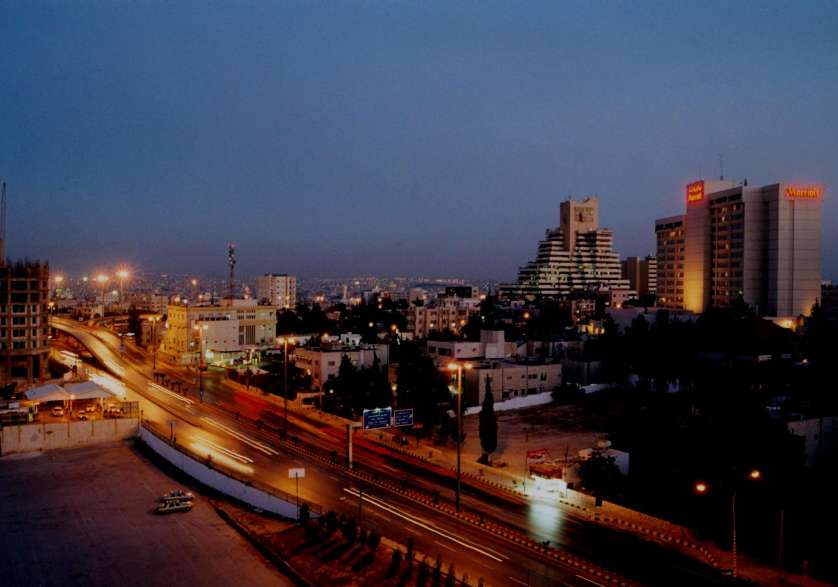
ميدان جمال عبدالناصر (دوار الداخلية) في عمّان ليلا.

- الاعتصام المفتوح: استجاب الآلاف من الشبان الأردنيين لدعوة "شبان حركة 24 آذار" عبر صفحتهم على فيسبوك للاعتصام في ميدان جمال عبد الناصر "دوار الداخلية" وسط العاصمة عمّان.[42] فقد شارك الآلاف في أول اعتصام مفتوح بالمملكة اعتبارا من ظهر 24 اذار - مارس لمطالبة الملك عبدالله الثاني بن الحسين بتحقيق جملة من الإصلاحات التي قال الشبان إنهم لن يفضوا الاعتصام إلا بعد تحقيقها.
وحمل بيان مطالب لحركة "شباب 24 آذار" بشدة على "استشراء الفساد في مختلف مرافق الدولة وتغول جهاز المخابرات العامة في الحياة المدنية وتزوير إرادة الشعب والهيمنة على السلطة التشريعية".وطالب الشباب الملك بزيارة اعتصامهم وتحقيق مطالبهم، وهي "أن تكون الأمة مصدر السلطات، وأن تكون هناك صلاحيات محددة للملك كقائد أعلى للقوات المسلحة ورأس للسلطات، ومجلس نواب منتخب وفق الكثافة السكانية، ومجلس أعيان منتخب، وتشكيل محكمة دستورية وحكومة أغلبية برلمانية ورفع القبضة الأمنية عن الحياة العامة".
وكان لافتا ارتفاع سقف الهتافات في الاعتصام، حيث هتف الشبان بقوة وبشكل متكررضد مديرها محمد الرقاد، وسمع من هتافاتهم، و"الشعب يريد إسقاط الرقاد"، و"اسمع اسمع يا رقاد ملينا من الاستبداد". كما هتف الشبان الذين رفعوا العلم الأردني بكثافة وبشكل متكرر "بالروح بالدم نفديك يا أردن"، و"الثورة بتلف وبتدور يا أردن عليك الدور"، و"الشعب يريد دستور جديد"، و"مطالبنا شرعية بدنا كرامة وطنية".
ورفعت لافتات تطالب بإسقاط معاهدة وادي عربة للسلام بين الأردن وإسرائيل، كما هتفوا ضد رئيس الحكومة الحالية معروف البخيت بسبب "أنه سفير سابق للأردن في إسرائيل". ولم تمنع الأمطار التي تشهدها العاصمة عمان الشبان من التأكيد على أن اعتصامهم مفتوح وأنهم سيبيتون في الميدان حتى تتحقق مطالبهم. ورغم أن المشاركين بالاعتصام هم من الشبان وغالبيتهم من طلاب الجامعات، فإن عددا من القيادات الحزبية والنقابية ومثقفين وكتابا صحفيين تواجدوا في الاعتصام.[43]
- الأمن يهدد بفض الاعتصام: هددت قوات الأمن الأردنية باستعمال القوة لفض الاعتصام المفتوح في ميدان جمال عبد الناصر، وقال شبان التقوا قائد أمن إقليم العاصمة اللواء حسين هزاع المجالي إن الأخير أبلغهم بأنه لن يسمح لهم بنصب خيام في الميدان والمبيت فيها، وأنه هددهم بفض الاعتصام بالقوة. وأعلن الشبان عبر سماعات ثبتت على سيارة تحولت إلى إذاعة للاعتصام المستمر منذ الساعة 12 من ظهر يوم الخميس، أنهم مستمرون في اعتصامهم ووجهوا رسائل عدة لوزير الداخلية ومدير الأمن العام بأن اعتصامهم سلمي ولا يخالف الدستور والقوانين.[42]
- هجوم البلطجية: أصيب نحو 50 شابا من المشاركين في الاعتصام جراء إلقاء الحجارة من طرف عشرات المدنيين في اعتصام مقابل تجمع مساء اليوم هتف للملك الملك عبدالله الثاني وندد بالمعتصمين وبالأحزاب السياسية. واتهم معتصمو حركة 24 آذار رجال الأمن والحكومة بالتواطؤ مع من وصفوهم «بالبلطجية»، وقالوا إن الحجارة تلقى على مرأى من رجال الأمن العام وضباطه الذين لم يحركوا ساكنا. وبينما تمت معالجة المصابين في عيادة ميدانية كانت عبارة عن خيمة داخل الميدان، نقل خمسة مصابين إلى مستشفيات قريبة من بينهم طفل عمره 12 عاما.[42]
- مشاركة متنوعة: تحول الاعتصام إلى مزار من قبل شخصيات سياسية وثقافية واجتماعية عديدة، حيث ألقى شعراء قصائد بالميدان، كما ألقيت كلمات من قبل شبان وفتيات يمثلن قطاعات شبابية وعشائر ونقابات مهنية واتجاهات سياسية في الجامعات الأردنية. واعتبر سياسيون ومثقفون حضروا للاعتصام أنه يشكل نقلة نوعية في ارتفاع سقف مطالبه من جهة، ولكونه أول اعتصام مفتوح منذ انطلاق الثورات العربية في تونس ومصر واليمن وليبيا. وانصهر في الاعتصام شبان منتمون لتيارات إسلامية ويسارية وقومية وحركات شعبية جديدة ومستقلون وأبناء عشائر في الاعتصام، بينما استمع الشبان من «إذاعتهم» لأغانٍ وطنية كلها تنشد لحب الأردن وجيشه والدفاع عن أرضه.[42]
- إنشاء نقابة للمعلمين: تزامن الاعتصام مع إعلان المجلس العالي لتفسير الدستور اليوم أن إنشاء نقابة للمعلمين «دستوري»، وهو ما دعا قيادات المعلمين لإعلان إنهاء إضرابهم الذي بدأ منذ الأحد الماضي وأعلنوا استئناف التدريس اعتبارا من الأحد المقبل. وأدى إضراب المعلمين لشل الحركة التربوية في المملكة، وقام معلمون الأربعاء بنصب خيم لاعتصام مفتوح.[43]
- رسالة الملك: وجه الملك الملك عبدالله الثاني الثلاثاء الماضي رسالة للحكومة انتقد فيها بطء قراراتها الإصلاحية ووجهها لاتخاذ قرارات سريعة في عدد من المجالات، من أبرزها منع أي جهة من التدخل في الجامعات بعد أن تعالت مطالب شبابية بإغلاق المكاتب الأمنية في الجامعات ومنع المخابرات من التدخل بشؤونها.[43]

### الجمعة 25 مارس - آذار
- فض الاعتصام: قتل أردنيان وأصيب العشرات خلال فض قوات الدرك الأردنية -بمعاونة ممن يوصفون بـ «البلطجية»- اعتصام شباب 24 آذار بالقوة من ميدان جمال عبد الناصر وسط العاصمة عمّان. فقد فضت قوات الأمن وموالون للحكومة بالأردن بالقوة اعتصام حركة شباب 24 مارس/آذار مما أدى إلى مصرع شخصين واعتقال عدد من المعتصمين. جاء ذلك بعد هجمات تعرض لها المعتصمون ممن يطلق عليهم البلطجية مما أدى إلى إصابة أكثر من 100 شخص من بينهم ثلاثة إصاباتهم حرجة، أبرزها إصابة عميد الأسرى الأردنيين في السجون الإسرائيلية الأسير المحرر سلطان العجلوني. وقال جميل شقيق القتيل خيري مصطفى السعد إن قوات الدرك ضربت أخاه على رأسه حتى الموت مما أدى إلى نزيف في الدماغ.[44] واعتبر معتصمون حضروا إلى المستشفى أن «خيري جميل» هو أول «شهيد للحرية» في الأردن، وذهب بعضهم لاعتباره «بوعزيزي الأردن»، على حد وصفهم. وفي وقت لاحق قـُتل شخص آخر بسبب العنف الذي مارسته الشرطة ضد المعتصمين. وكان المشهد قد تطور حول الاعتصام بعد أن حضر المئات ممن يصفهم المعتصمون بـ«البلطجية»، واعتلوا أحد المباني العالية والجسر الذي يعلو مكان الاعتصام، وبدؤوا في رشق الاعتصام بالحجارة بشكل كثيف. وفيما كان المعتصمون يناشدون رجال الأمن حمايتهم من زخات الحجارة، حضرت قوات كبيرة من الدرك للجهة الثانية من الاعتصام، وبدأت في رش الماء الساخن باتجاه المعتصمين، ودخلت قوات كبيرة من الدرك، وبدأت في تفريق المعتصمين بالقوة، بمساندة عدد من «البلطجية» الذي دخلوا مكان الاعتصام ونجحوا في قلب السيارة التي كان المعتصمون يستخدمونها كإذاعة للاعتصام وسط حالة من الفرح.[45] وقد أزالت قوات الدرك الخيام من ميدان جمال عبد الناصر وأغلقته من كل الجهات، في حين نظم موالون للحكومة احتفالا في الموقع بفض الاعتصام. وسجلت الخيمة التي أعدت كـ«عيادة» للاعتصام أكثر من 100 إصابة، وأكد الناطق باسم العيادة الدكتور رجائي الشوحا أن كافة الإصابات كانت في الرأس والوجه وناتجة عن الحجارة التي تلقى على المعتصمين باستثناء ثلاث إصابات قال إنها كانت بسبب هراوات رجال الأمن العام.[46] كما سجلت المستشفيات الخاصة والحكومية نحو 100 إصابة غالبيتها في الرأس والأطراف ومن بينهم ثلاثة إصاباتهم حرجة. فيما قال شهود إن قوات الأمن اعتقلت كبير الأسرى الأردنيين السابق في السجون الإسرائيلية سلطان العجلوني في مبنى محافظة العاصمة، واعتدت عليه بالضرب المبرح.[45]
- قبل فض الاعتصام: أعلن المراقب العام السابق للإخوان المسلمين سالم الفلاحات باسمه واسم عشرات الشخصيات انحيازهم للاعتصام لحماية الشباب من هجمات من يوصفون بـ«البلطجية». كما أن رئيس مجلس النقابات المهنية عبد الهادي الفلاحات أعلن أيضاً انضمام النقابات لمطالب المعتصمين التي وصفها بالعادلة. وكذلك أعلن رئيس مجلس طلبة الجامعة الأردنية عبد السلام منصور انسحابه من لجنة الحوار الوطني احتجاجا على الهجمات التي يتعرض لها المعتصمون. كما أعلن سياسيون وأساتذة جامعات وفنانون وممثلون عن عشائر انضمامهم للاعتصام، في حين حذر متحدثون قدموا من محافظات خارج العاصمة من نقل الاحتجاجات لجميع المدن إذا استمرت هجمات «البلطجية» على المعتصمين. وحمل ناطقون باسم المعتصمين الحكومة ومدير المخابرات العامة محمد الرقاد مسؤولية الاعتداء على المعتصمين بالحجارة، وهتفوا «طاق طاق طاقية حكومة بلطجية». وبعد أن أدى المعتصمون صلاة الجمعة في الميدان الذي أغلقته قوات الأمن أمام حركة السير، رددوا قسما بأن لا يردوا على الهجمات التي يتعرضون لها بالحجارة، وكانوا يهتفون أثناء كل هجمة يتعرضون لها «سلمية سلمية»، ووجهوا نداء للعاهل الأردني الملك عبدالله الثاني لحمايتهم من «البلطجية». كما رددوا هتافات موجهة للملك أبرزها «يا عبد الله اسمعني زين.. إلنا عندك طلبين.. ملكية دستورية ومحاسبة الفاسدين».[46]
- مسيرة مؤيدة: في مشهد مقابل نظم الآلاف من الأردنيين مسيرة للتأكيد على الالتفاف خلف قيادة الملك الملك عبدالله الثاني تحت عنوان «نداء وطن». وتجمع المشاركون بالمسيرة في حدائق الحسين غرب العاصمة عمان، في حين أعلن منظمون لاعتصام 24 آذار أن لديهم معلومات بأن المشاركين بهذه المسيرات سينضمون لحركة الاعتداء على اعتصام 24 آذار.[46]
- التداعيات: جاء أول التداعيات السياسية من لجنة الحوار الوطني التي أعلن 15 من أعضائها استقالتهم -بعد أقل من أسبوعين على تشكيلها- احتجاجا على فض الاعتصام بالقوة. وأعلن الأعضاء الـ15 استقالتهم في مؤتمر صحفي مساء اليوم. وكان أربعة أعضاء من اللجنة -التي تناقص عدد أعضائها من 52 إلى 33- أعلنوا من قبل استقالاتهم بعد تشكيلها، وهم قيادات جماعة الإخوان المسلمين الثلاثة عبد اللطيف عربيات وعبد المجيد الذنيبات وإسحق الفرحان، ونقيب أطباء الأسنان بركات الجعبري. الحكومة الأردنية بدورها اتهمت الإسلاميين بقيادة البلاد نحو الفتنة، واتهمت قيادات إخوانية بتلقي تعليمات من قيادات إخوانية في مصر وسوريا.[44]

### السبت 26 مارس - آذار
اعتصم شباب 24 آذار في مجمع النقابات صباح اليوم، وأكدوا مضيهم في الاعتصام حتى تحقيق الإصلاح، بينما أعلنت نقابات وشخصيات عدة مساندتها لهم وانضمامها لحركتهم. كما طالبت الحركة الإسلامية في الأردن حكومة معروف البخيت بالاستقالة وحل قوات الدرك وإعادة هيكلة الأجهزة الأمنية ومحاكمة قادتها غداة فض اعتصام حركة 24 آذار بالقوة الجمعة وسط عمّان.

### الأحد 27 مارس - آذار
- الداخلية تحاكم عميد الأسرى: قال مدير الأمن العام الفريق حسين المجالي أن عميد الأسرى الأردنيين في السجون الإسرائيلية الأسير المحرر سلطان العجلوني سيحال للقضاء بتهمة إثارة الشغب. وأوضح المجالي في مؤتمر صحفي بوزارة الداخلية أن الأمن العام ينتظر انتهاء علاج العجلوني ليحيله إلى القضاء لاشتراكه في إثارة الشغب. وأعلن وزير الداخلية الأردني سعد هايل السرور في المؤتمر الصحفي ذاته إحالة 21 شخصا للقضاء. وأعلن السرور أن الحكومة لن تسمح بأي اعتصام في ميدان جمال عبد الناصر لكونه يقع وسط العاصمة عمان، لافتا إلى أن الحكومة تكفل حرية التعبير بشرط أن لا تؤثر الاعتصامات والمسيرات على مصالح الآخرين.[48]
- مظاهرة احتجاج: خرج المحتجون في جنازة خيري أسعد الذي قتل أثناء فض الاعتصام. وتحولت الجنازة إلى مظاهرة احتجاج شهدت تأكيدا على التمسك بالاعتصام. كما كادت تقع اشتباكات بين عشرات من الشبان وقيادات أمنية تواجدت في مقبرة سحاب. وبعد دفن أسعد الذي لقب بشهيد الميدان، توجه العشرات من شبان الحركة الغاضبين تجاه عدد من كبار ضباط الأمن -بينهم مدير أمن إقليم العاصمة طايل المجالي- وصبوا غضبهم عليهم بهتافهم: «برّه.. برّه». وحال تدخل قيادات سياسية ونقابية وذوي أسعد دون اقتراب الشبان من القيادات الأمنية. وكان الشبان الغاضبون قد هتفوا خلال التشييع ضد مدير المخابرات الفريق محمد الرقاد، وسمع من بين الهتافات «اضرب اضرب يا رقاد، زمن الذل ما ينعاد»، و«يا رقاد يا غدار، قتلتوه عالدوار»، إضافة إلى هتافات وصفت رئيس الوزراء معروف البخيت «بالمجرم». وشاركت قيادات من جماعة الإخوان المسلمين وأحزاب المعارضة والنقابات المهنية وصحفيون ومثقفون في التشييع.[49]

### الإثنين 28 مارس - آذار
- ردود الفعل على فض الاعتصام: وصف ولي العهد الأردني السابق الأمير الحسن بن طلال الاعتداء على المعتصمين في ميدان جمال عبد الناصر الجمعة الماضي بأنه مؤلم ومخز، في حين اعتبر رئيس الوزراء الأردني الأسبق أحمد عبيدات ما حصل بأنه موجه إلى صميم الوحدة الوطنية متهما الحكومة بالوقوف وراء تلك الأحدث. وكان الملك عبدالله الثاني بن الحسين أكد أمس الأحد ضرورة الحفاظ على الوحدة الوطنية «والابتعاد عن كل تصرف وسلوك من شأنه المساس بهذه الوحدة». من جهتها تعهدت حركة «شباب 24 آذار» التي نظمت الاعتصام الجمعة الماضي بالعودة إلى الاعتصام في الميدان نفسه، رغم إعلان نائب رئيس الوزراء وزير الداخلية سعد هايل السرور رفضه الشديد للعودة إلى الاعتصام في الدوار الذي يشكل شريان حياة رئيسي في العاصمة.[50]

### الجمعة 1 أبريل - نيسان
- اعتصام ثان لحركة 24 آذار: سجلت حركة 24 آذار عودة قوية لها في اعتصام شارك فيه المئات من شبابها الجمعة في ساحة أمانة عمان الكبرى وسط عمان، في أول تحرك منذ قمع قوات الأمن بالقوة لاعتصامها المفتوح في ميدان جمال عبد الناصر «الداخلية» الجمعة الماضية. وظهر شبان الحركة أكثر تنظيما فيما أكدوا في كلماتهم وتصريحاتهم أن فض اعتصامهم بالقوة وسقوط «شهيد» وأكثر من مائة جريح منهم لم يزدهم إلا إصرارا على المضي في مطالبهم الإصلاحية. وأحاطت قوات كبيرة من الأمن باعتصام الحركة ومنعت أي احتكاك بينهم وبين اعتصام آخر أقامه شبان موالون للحكومة في ساحة مجاورة، وانتهى الاعتصام في السادسة والنصف مساء بتوقيت عمان دون تسجيل أي حوادث. وجاءت العودة القوية للاعتصام بعد أن ندد الملك عبد الله الثاني بالعنف الذي شهده دوار الداخلية الأسبوع الماضي. وأكد شبان 24 آذار على مطالبهم السابقة وهي إصلاحات دستورية تكون الحكومات بموجبها منتخبة، ومحاربة الفساد وحل البرلمان. وهتفوا «الشعب يريد إصلاح البرلمان»، كما عادوا لهتافاتهم ضد مدير المخابرات العامة الفريق محمد الرقاد ومنها «اسمع اسمع يا رقاد الشعب مل من الاستبداد». وكان لافتا دخول أشكال جديدة من الإبداع لاعتصام الحركة، حيث قدم الشباب أغاني «راب» تصف ما جرى لهم الأسبوع الماضي من قمع قوات الأمن وهجوم من يعتبرونهم «البلطجية»، كما عرضوا مقاطع مسرحية ودبكات وطنية أردنية لإيصال مطالبهم. وأعلن ناطق باسم حركة الـ36 التي يقودها عدد من رموز العشائر الأردنية انضمامهم لحركة 24 آذار، كما أعلن الناطق باسم ائتلاف هبة نيسان أحمد القطاونة انضمامهم للحركة ومطالبها وتحركاتها.[51]
- معان: اعتصم المئات من أبناء المدينة ومن أبناء التيار السلفي الجهادي للمطالبة بالإفراج عن معتقليهم في السجون الأردنية.[51]
- نهاية الاعتصام: انتهى الاعتصام الثاني لحركة 24 آذار مساء اليوم دون تسجيل أي حوادث تذكر، سواء على صعيد تدخل رجال الأمن الذين نفذوا خطة أمنية محكمة، أو على صعيد الاصطدام بما يعرف باعتصامات «الموالاة». غير أن الأجواء في البلاد لا زالت ملبدة بالاحتقان نتيجة الشحن الذي تعرض له الشارع سواء لجهة الاتهامات للحركة الإسلامية من قبل مؤسسات رسمية ووسائل الإعلام، أو لجهة محاولات جهات إحداث «فتنة» بين أردنيين وآخرين من ذوي الأصول الفلسطينية. ويرصد مراقبون وسياسيون استمرار الخلاف في مؤسسات صناعة القرار في كيفية التعامل مع حركة 24 آذار والقوى المطالبة بالإصلاح.[52]

### الأحد 3 أبريل - نيسان
- اعتصام الحقيقة السوداء: في طريقة طريفة وتحمل مضموناً كبيراً نفذ العشرات من الشبان والناشطين السياسيين بالأردن مساء اليوم اعتصاما أمام رئاسة الحكومة في العاصمة الأردنية عمان أيدوا فيه استمرار الفساد وتدخل جهاز المخابرات في مفاصل الدولة، خلافا للمطالب الإصلاحية التي يعج بها الشارع الأردني. اعتصام «الحقيقة السوداء» كما أطلق عليه منظموه جاء كبادرة احتجاج من ناشطين يشاركون بالمسيرات والاعتصامات التي يشهدها الأردن منذ أربعة أشهر للمطالبة بالإصلاح ليعلنوا للحكومة أنهم مع الفساد وضد الإصلاح إن كانت تريد ذلك حقا. وخلافا للاعتصامات المعتادة لم يصرخ الشبان بأي هتافات بل قاموا بتكميم أفواههم ورفع لافتات سوداء حملت عبارات مضادة لما تخرج به الاحتجاجات. وكتب على اللافتات «نعم لتدخل المخابرات في كل مفاصل الدولة»، و«نعم لسرقة قوت الشعب»، و«نعم للذل والإهانة»، و«كتم الأنفاس مطلب شعبي»، و«تسقط التنظيمات والأحزاب المرخصة وغير المرخصة». ولم تخل اللافتات من شعارات طريفة منها «أنا مش بعتب عليك.. خدني بحنانك خدني»، و«ماع.. ماع.. أنا خروف»، و«طيري طيري يا عصفورة.. حكومتنا شو غندورة»، و«الرشوة.. الفساد.. المحسوبية.. فاكهة الحياة»، وغيرها من الشعارات. وبرأي أحد منظمي الاعتصام منسق الحملة الوطنية لحقوق الطلبة «ذبحتونا» الدكتور فاخر دعاس فإن الاعتصام لا يمثل «خطوة طريفة للاحتجاج» بل هو صرخة مدوية لمن يريد أن يسمع أو يفهم من المسؤولين قبل فوات الأوان.[53]

### الجمعة 8 أبريل - نيسان
- اعتصام بإربد: نظم المئات من أنصار التيار السلفي الجهادي اعتصاما حاشدا أمام مسجد إربد الكبير بشمال البلاد، وطالب المعتصمون السلطات الأردنية بالإفراج عن المعتقلين من أنصار التيار. وكان التيار السلفي الجهادي قد بدأ منذ نحو شهر بسلسلة من الاعتصامات والمسيرات في عدد من المحافظات الأردنية للمطالبة بتطبيق الشريعة الإسلامية ووقف الملاحقة الأمنية لأنصاره. ففي الأول من الشهر الجاري اعتصم في مدينة معان المئات من أبناء المدينة ومن أبناء التيار السلفي الجهادي للمطالبة بالإفراج عن معتقليهم في السجون الأردنية. وكان المئات من أنصار وعائلات معتقلي السلفية الجهادية قد نفذوا الشهر الماضي أكثر من اعتصام للمطالبة بالإفراج عن معتقليهم في السجون وبتطبيق الشريعة الإسلامية. ورفع شبان ملتحون في إحدى تلك الاعتصامات علم تنظيم القاعدة على بعد أمتار من مقر الحكومة الأردنية، كما رفعت لافتات تحمل أسماء معتقلين من معان والسلط، وحملت أمهات وزوجات وأطفال المعتقلين صورا لهم.[54]
- المفرق: شارك عشرات الآلاف من أبناء قبائل بني حسن كبرى العشائر في الأردن في مهرجان جماهيري في محافظة المفرق للمطالبة بتسريع وتيرة الإصلاح ومحاربة الفساد ومحاكمة الفاسدين.[54]

### السبت 9 أبريل - نيسان
- الأردن يحاكم نشطاء 24 آذار: قال ناشطون في حركة 24 آذار إن 87 من الذين شاركوا في اعتصام ميدان جمال عبد الناصر استُدعوا للتحقيق بتهمة مقاومة رجال الأمن، وقد استهجن أعضاء بلجنة الحوار هذا الإجراء ووصفوه بأنه استفزازي. وأكد عميد الأسرى الأردنيين في السجون الإسرائيلية السجين المحرر سلطان العجلوني الناشط في الحركة أن مركزا أمنيا اتصل به وطلب منه التوجه للمحكمة لإحضار كتاب ينهي ملاحقته على خلفية اعتصام 24 آذار. وقال العجلوني «فوجئت بأن الموضوع ليس إحضار كتاب وإنما إحالة للمحاكمة لي ولـ86 آخرين من شباب 24 آذار»، موضحا أنه سيتوجه لمحكمة الجنايات الكبرى التي أحيلت إليها القضية غدا الأحد. واحتج 12 عضوا في لجنة الحوار الوطني -المكلفة بوضع قوانين جديدة للانتخاب والأحزاب- على ما اعتبروه «الإجراء الاستفزازي» المتمثل بعودة الملاحقة القضائية والأمنية للمنتمين لحركة 24 آذار.[55] وكانت السلطات قد فضت يوم 25 مارس/آذار الماضي اعتصاما لشبان حركة 24 آذار، والذي شارك فيه المئات اعتبارا من ظهر اليوم السابق في ميدان جمال عبد الناصر (دوار الداخلية) وسط العاصمة. يُشار إلى أن العجلوني قضى نحو 17 عاما بالسجون الإسرائيلية، حيث اعتقل عام 1990 ولم يكن قد أكمل يومها الـ17 من عمره عندما نفذ عملية فدائية على الحدود مع فلسطين وتمكن من قتل ضابط بالجيش الإسرائيلي. وأفرج عن العجلوني وثلاثة من السجناء الأردنيين بعد معاهدة السلام الأردنية الإسرائيلية في إطار صفقة بين الحكومتين عام 2007 حيث قضوا جميعا أكثر من سنة في سجن قفقفا الأردني قبل الإفراج عنهم.[56]

### الجمعة 15 أبريل - نيسان
شارك الآلاف من الأردنيين اليوم في مسيرات واعتصامات إحياء لذكرى ما تعرف بـ«هبة نيسان نيسان 1989 التي أدت لعودة الإصلاح السياسي والحياة البرلمانية للأردن» وللمطالبة بالإصلاح ومحاكمة الفاسدين ومنهم الذين «هرّبوا» رجل الأعمال خالد شاهين المحكوم بقضية فساد خارج البلاد، وفقا لهتافات متظاهرين بوسط عمان، في حين وقعت أحداث شغب بعد اعتصام للسلفيين الجهاديين بمدينة الزرقاء شرق العاصمة عمان.
- عمّان: قالت وكالة الصحافة الفرنسية إن نحو 1000 شخص ساروا في مظاهرة من المسجد الحسيني وسط العاصمة مطالبين بإصلاح النظام وإنهاء الفساد وسط وجود أمني كثيف قدر بنحو مائتي شرطي. وأشارت الوكالة إلى أن المظاهرة نظمتها جبهة العمل الإسلامي وهي الجناح السياسي للإخوان المسلمين والأحزاب اليسارية والقومية. ونقلت عن المتحدث باسم الجبهة قوله إن حكومة معروف البخيت لا تبذل أي جهد إصلاحي.[9] وهتف المشاركون في المسيرة: «الشعب يريد إسقاط وادي عربة»، و«اللي هرب شاهين حرامية ومفسدين». وشارك في مسيرة اليوم كذلك نشطاء من حركة 24 آذار الشبابية التي نفذت اعتصاما بذات التاريخ وسط عمان، وقال بيان باسمهم إن اليوم هو بداية هذا التحرك الذي سيستمر في الأيام المقبلة.[57]
- الزرقاء: في إطار منفصل جرح 3 من أتباع التيار السلفي الجهادي وشرطيان بعد اشتباكات مع من يوصفون بـ«البلطجية» وقوات الدرك. وقال الناشط في التيار لقمان ريالات إن اعتصامهم الذي أقيم اليوم أمام مسجد عمر بن الخطاب في الزرقاء تعرض لهجوم من البلطجية بالحجارة، مشيرا إلى أن الاعتصام انتهى دون حدوث اشتباكات. وكانت قوات الأمن ألقت قنابل مدمعة لتفريق الاعتصام. وقالت مديرية الأمن العام لاحقا إن عشرات من أفرادها أصيبوا في مواجهات الزرقاء بينهم اثنان أصيبا بطعنات بأدوات حادة.[57]
- اعتقالات: اعتقلت قوات الأمن الأردنية اليوم العشرات من عناصر التيار السلفي الجهادي، بينهم القيادي في التيار أبو محمد الطحاوي، وذلك على خلفية اشتباكات جرت معهم بمدينة الزرقاء. وقد اعتقلت السلطات الأردنية أبو محمد الطحاوي فور الانتهاء من مقابلة مع قناة الجزيرة، أنكر خلالها صحة ما بُث من صور لأعضاء التيار السلفي وهم يحملون أسلحة بيضاء أثناء مواجهاتهم مع قوات الشرطة في الزرقاء. وبينما أعلن مدير الأمن العام الفريق حسين المجالي اعتقال 17 من السلفيين الجهاديين ومتابعة آخرين، قالت مصادر في التيار إن الاعتقالات تجاوزت الثلاثين، وإن هناك «حملات مداهمات» لمنازل خاصة في عمان.[58]

### الثلاثاء 26 أبريل - نيسان
- لجنة لمراجعة الدستور: أعلن بيان للديوان الملكي الأردني أن الملك الملك عبدالله الثاني شكل لجنة ملكية وكلفها بمراجعة نصوص الدستور للنظر في أي تعديلات دستورية ملائمة لحاضر ومستقبل الأردن. وكان الأردن على مدى الأشهر الأربعة الماضية مسرحا لسلسلة مظاهرات استلهمت روحها من ثورتي تونس ومصر، حيث سعى الشعب إلى الضغط من أجل المطالبة بالإصلاح السياسي. ومن بين المطالب إلغاء أكثر من 20 تعديلا أدخلت على دستور العام 1952، الذي ينص في الأصل على إقامة «نظام ملكي وراثي برلماني» في البلاد. وطالب بعض المحتجين بأن يصبح الأردن ملكية دستورية وأن يتم الحد من سلطات الملك، ومن بينها سلطته في تعيين رؤساء الوزراء والوزراء. وشهد اقتراح الملكية الدستورية ردود فعل حادة من الموالين للنظام، ومن بينهم رئيس الوزراء معروف البخيت وسياسيون من الحرس القديم.[59]

### الجمعة 20 مايو - أيار
خرجت في يوم الجُمعة 20 مايو مُظاهرات عدة - مجدداً وبعدَ أكثر من شهر من الا نقطاع المتواصل - في ثلاث مدن كبيرة في الأردن مُطالبة بالإصلاح واحتجاجاً على القمع الدامي لمسيرة العودة الفلسطينية في الأردن - قبل ذلك بخمسة أيام - الذي أسقط 25 جريحاً خلال تفريق الاعتصام. ففي العَاصمة عمَّان خرجت مُظاهرتان، الأولى شارك فيها ألفا شخص مُتجهة من مسجد الملك عبد الله الأول نحوَ ميدان جمال عبد الناصر ومُطلقة هتافات تطالب الحُكومة إما بأن تحارب الفساد أو تتنحى، والثانية شاركَ فيها المئات أمام السفارة الإسرائيلية اعتراضاً على فض مَسيرة العودة يوم الأحد. وفضلاً عن هاتين المسيرتين، فقد شهدت مدينة الكرك هيَ الأخرى مظاهرة عند «مجمع النقابات المهنية» قُدرَ عدد المُشاركين فيها بحوالي ألف شخص، بينما تظاهرت أعداد كبيرة أخرى في الطفيلة أيضاً لأسباب مُشابهة تتعلق بالإصلاح السياسي.
كما خرجت مظاهرة ضخمة أخرى خلال اليوم ذاته شارك فيها المئات في مدينة الرمثا الحُدودية مُتجهة نحوَ الحدود السورية بهدف الوُصول إلى درعا، غير أن مجموعة من البلطجية اعترضت طريقهم قبل أن يَبلغوا الحدود حتى، ثم فرقت المَسيرة مُستخدمة الحجارة مما أدى إلى سقوط عدد من الجرحى. وقد قيل أن مُفرقي المظاهرة هددوا المُشاركين في الاحتجاج بتفريق أي مظاهرة قادمة يُنظمونها بنفس الطريقة التي فرقوا بها اعتصام 24 آذار في دوار الداخلية.

### الثلاثاء 24 مايو - أيار
في يوم الثلاثاء 24 مايو أضرب عدد من الصحفيين عن عملهم بينما اعتصم آخرون أمام مقارِّ الصحف التي يَعملون بها مُحتجين على طريقة مُعاملة الصحفيين في البلاد خلال الشهور الأخيرة، وعلى ضربهم وتحطيم مُعداتهم أثناء عملهم على تغطية الاحتجاجات، خصوصاً أعمال العُنف التي تعرَّض لها الصحفيون خلال فض اعتصام 24 مارس (دوار الداخلية) ومسيرة العودة الفلسطينية.

### نوفمبر 2012
تجددت الاحتجاجات في نوفمبر 2012 بعد قرار الحكومة رفع الدعم عن المشتقات النفطية، وسقط أول قتيل يوم 14 نوفمبر 2012 في المساء بمدينة إربد، قالت مديرية الأمن العام في بيان صادر عن المركز الإعلامي الأمني إن القتيل كان أحد أربعة أشخاص هاجموا مركز أمن الوسطية بمحافظة إربد شمال محاولين اقتحامه، مضيفة أن 12 شرطيا أصيبوا إضافة للمهاجمين الذين توفي أحدهم متأثرا بجراحه. ونفى محتجون رواية السلطات أنه كان مسلحًا.

## القرارات
1. بعد الضغط الشديد الذي سببته المُظاهرات أصدر الملك عبدالله الثاني بن الحسين قراراً في النهاية يوم 1 فبراير (شباط) بإقالة حكومة سمير الرفاعي التي تحكم البلاد منذ ديسمبر 2009. وقد كلف الرئيس معروف البخيت بالإسراع لتشكيل حكومة جديدة تحقق مطالب الشعب وتقوم بإصلاحات سياسية واقتصادية سريعة لإصلاح الأوضاع في البلاد.
2. صدور عدة قرارات حكومية لامتصاص غضب المتظاهرين. حكومة البخيت. الاحتجاجات الأردنية 2011–2012  على فيسبوك.
3. أكد وزير الدولة لشؤون الإعلام والاتصال الناطق الرسمي باسم الحكومة طاهر العدوان خلال مؤتمر صحفي حضره مدير الأمن العام الفريق الركن حسين هزاع المجالي، ان الحكومة أوعزت إلى وزير العدل حسين مجلي لتشكيل لجنة للتحقيق في أحداث العنف التي وقعت في مسيرة المسجد الحسيني الجمعة 18/2 والوقوف على تفاصيلها ومعاقبة الأشخاص المتورطين في احداث العنف. وأكد العدوان براءة الحكومة من مسؤولية ما جرى من أحداث عنف خلال المسيرة التي نظمها نشطاء سياسيون وحزبيون معارضون لسياسات الحكومة. وطالب العدوان بإعطاء الحكومة فرصة للقيام ببرنامجها الإصلاحي الشامل كما ورد في كتاب التكليف السامي لها.[64] إلا أن هناك من يرى تواطؤ قد حدث بين الحكومة الأردنية والبلطجية الذين تعرضوا لمسيرة الجمعة السلمية في منطقة وسط البلد قرب المسجد الحسيني، رغم نفي مدير الأمن العام، الذي أقسم بشرفه العسكري بعدم وجود أي علاقة للحكومة بما حدث.[65]
4. الخميس 24/3/2011 م: إنشاء نقابة للمعلمين: أعلن المجلس العالي لتفسير الدستور أن إنشاء نقابة للمعلمين «دستوري»، فأعلنت قيادات المعلمين إنهاء إضرابهم الذي أدى لشل الحركة التربوية في المملكة.[43]
5. الثلاثاء 26/4/2011 م: أعلن بيان للديوان الملكي الأردني أن الملك عبدالله الثاني بن الحسين شكل لجنة ملكية وكلفها بمراجعة نصوص الدستور للنظر في أي تعديلات دستورية ملائمة لحاضر ومستقبل الأردن.[59]

## ردود الفعل الدولية

### الدول
- الولايات المتحدة: أشارت صحيفة لوس أنجلوس تايمز الأمريكية، إلى الاتصال الهاتفي الذي أجراه الرئيس الأمريكي باراك أوباما، مع العاهل الأردني الملك عبد الله الثاني للتأكيد على الدعم الأمريكي لنظام الحكم في الأردن وعلى مطالبة واشنطن الأردن بالتحرك لإجراء إصلاحات، في ظل الثورات الشعبية التي تعصف بالشرق الأوسط. اتصل الرئيس أوباما بالملك وأوفد إليه بعض كبار المسؤولين الأمريكيين لإعادة التأكيد له على استمرار واشنطن في دعمه، ومن بين المسؤولين الذي زاروا الأردن، المسؤول الثالث في وزارة الخارجية الأميركية وليام بيرنز، ورئيس أركان الجيوش الأمريكية مايكل مولن. وأشارت، إلى أن الإدارة الأمريكية كانت قلقة بشأن الأوضاع في الأردن بشكل واضح منذ الشهر الماضي، وهي لذلك رفعت مساعداتها السنوية للأردن المقدرة بـ363 مليون دولار بمائة مليون جديدة لتصبح 463 مليونا، وذلك بهدف استهداف الفقراء الأردنيين بالدعم والمساعدة.[66]

### المنظمات الدولية
- منظمة حقوق الإنسان: في يوم 27 يناير/كانون الثاني 2011 م اتهمت منظمة هيومن رايتس ووتش (مراقبة حقوق الإنسان) حكومة الأردن بالتضييق على الحركات المُعارضة وخنق حرية التعبير في البلاد، وطالبتها بأن تتيح للشعب التعبير عن موقفه سلمياً بحرية.[67]
- التيار السلفي التقليدي (العلمي) بالأردن: 1/3/2011 م: وصفت قيادات في التيار السلفي التقليدي (العلمي) بالأردن ما تشهده دول عربية من ثورات على الأنظمة بأنه «فتنة»، وهاجمت فتاوى أيدت هذه الثورات، واصفة بعضها بأنها «خروج» على طاعة ولي الأمر. ونشر موقع «كل السلفيين» تسجيلات ونصوص محاضرات لكل من الشيخ مشهور حسن (المعروف بكونه أهم مرجعية لدى «السلفية العلمية» في الأردن) والشيخ علي الحلبي، حذرا فيها من «الفتن» التي تجلبها هذه الثورات. وقال الشيخ حسن «من يبارك عملا تسيل فيه دماء فسيأتي يوم القيامة والدماء في صحيفته، فينبغي للإنسان أن يجبن عن موضوع الدماء»، وحذر من يتحدث بكلمة أو يخطب خطبة بأنه سيجد في صحيفته يوم القيامة «ألوفا مؤلفة قد قتلهم، دماؤهم في صحيفته». ويرى الباحث في شؤون الجماعات الإسلامية حسن أبو هنية أن موقف «السلفية العلمية» يتوافق مع مواقف أنظمة وأجهزة أمن اعتمدت على هذا التيار ومنحته فضائيات ووسائل إعلام للتركيز على طاعة ولي الأمر والتحذير من «فتنة الخروج عليه».[26]